# HKK Posušje
HKK Posušje je hrvatski košarkaški klub iz Posušja, Bosna i Hercegovina. Sjedište je u Bartola Kašića 4, Posušje.

## Povijest kluba
Korijeni košarke u Posušju su kad su na mjestu današnje gradske športske dvorane gimnazijalci 1966. lopatom raščistili teren na kojem je izniknula športska dvorana. Godine 1969. postavljeni su prvi koševi na asfaltiranom igralištu 1969. godine. Godine 1973. izgrađena je današnja mala dvorana, koja je jedna od prvih pravih športskih dvorana u Hercegovini. Igra se prijateljske utakmice protiv okolnih gradova, osobito su često bili Imoćani. Nedugo nakon utemeljenja tadašnje Hercegovačke zone, 8. travnja 1975. osnovan je KK Polivinil. Već prve je sezone pokazao izglednu budućnost. Za par je godina postao prvak Hercegovine i početkom 1980-tih ušao u Republičku ligu Jugoslavije, što je Posušje popratilo velikom feštom. Dvorana nije mogla primiti sve navijače koji su pratili KK Polivinil, bez obzira na rang natjecanja. Klub opstajao i u godinama unatoč financijskim problemima. Snalazili su se igrajući utakmice i jedno vrijeme bez trenera pa su momčad vodili sami igrači, putovalo se o vlastitom trošku. Krajem 1980-ih zbog nadolazećih ratnih zbivanja klub je skoro prestao djelovati. Početkom rata klub gotovo prestaje s radom. I košarkaši su otišli na bojišnicu, a košarka u Posušju je pretrpila gubitke. Unatoč svemu, već 1994. klub je oživio pod imenom Košarkaški klub Posušje, kroz turnirska natjecanja 4 hercegovačke zone, te kao prvi u svojoj zoni igrao je "final four" protiv Livna, Čitluka i Čapljine, što je u stvari bilo prvo prvenstvo Herceg-Bosne na kojem je KK Posušje bilo treće. Klub se oslanjao na dmoaće igrače, a tih godina po prvi put u KK Posušje stigle su profesionalne trenerske i igračke snage, iz košarkaškog grada Zadra. Klub se visoko digao, ušao u veliki trojac Lige skupa s košarkašima Širokog i Brotnja. Tih godina dvaput su osvojili prvenstvo Herceg–Bosne. a na europskoj košarkaškoj pozornici su sudjelovali u Kupu Radivoja Koraća u sezoni 1998./99. godine. Dugi niz godina natjecali su se s uspjehom u Prvoj ligi Bosne i Hercegovine, a u košarkaškom kupu BiH uspijevali su stići do završnice, poput 2000./01., kada su bili polufinalisti. Uz pomoć Zadrana došli su dotle da vlastitim stručnim snagama proisteklim iz kluba osnivaju 1997. školu košarke, uz veliku pomoć stručnog i trenerskog kadra. Školu je prošlo više od tisuću mladića, a kruna je osvojeno juniorsko prvenstvo Bosne i Hercegovine 2009./10. Škola je iznjedrila igrače koji su nastupali za omladinske reprezentacije BiH i Hrvatske i koji su igrali u respektabilnim klubovima kao što su Cedevita, Zadar, Široki i dr.  Od 2002. godine osnovan je ženski pogon. ŽKK Posušje se natječe s uspjehom u Ligi Herceg-Bosne, i postale su važan dio posuškog športa, dotad poznat samo po muškim sastavima. 
Klub je 2009. godine ispao iz Prve lige BiH i sad se natječe u Prvoj ligi Herceg-Bosne.

## Vanjske poveznice
- HKK Posušje Facebook
- HKK Posušje  Arhivirana inačica izvorne stranice od 17. lipnja 2017. (Wayback Machine) Košarkaški savez Herceg Bosne